# Placa comemorativă a lui Alexandru Cosmescu
Placa comemorativă a lui Alexandru Cosmescu este un monument de for public din orașul Chișinău. Este amplasată pe fațada dinspre str. Mitropolit Varlaam a clădirii de pe str. Mitropolit Varlaam, 75, cunoscută drept casa în care a locuit scriitorul Alexandru Cosmescu (monument ocrotit de stat), la parter. Conform Registrului, a fost înființată în 1992. Este dedicată scriitorului Alexandru Cosmescu, care a locuit în imobilul dat.
Până în 2018, era indicată expres ca parte a monumentului ocrotit de stat.